# Justin Smoak
Justin Kyle Smoak (né le 5 décembre 1986 à Goose Creek, Caroline du Sud, États-Unis) est un joueur de premier but ayant évolué dans la Ligue majeure de baseball entre 2010 et 2020. 

## Carrière

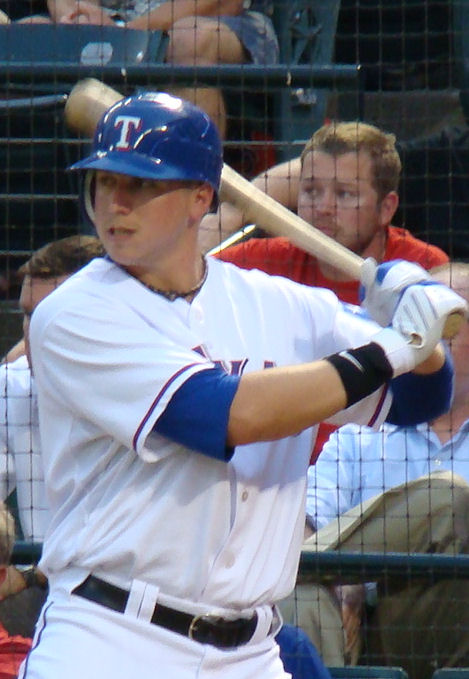
Smoak à ses débuts en 2010 avec les Rangers du Texas.

Joueur de l'Université de Caroline du Sud, Justin Smoak est le choix de première ronde (11e joueur sélectionné au total) des Rangers du Texas en 2008. 
En 2009, il s'aligne avec l'équipe des États-Unis à la Coupe du monde de baseball. Les Américains remportent le tournoi et Smoak est nommé joueur par excellence de la compétition.
Comparé à Mark Teixeira et Chipper Jones, Justin Smoak figure parmi les 20 meilleurs joueurs d'avenir selon Baseball America et atteint le top 10 selon le classement des Ligues majeures en prévision de la saison de baseball 2010. Ce frappeur ambidextre est voué à un bel avenir en raison de ses qualités offensives, mais démontre selon les experts des aptitudes limitées en défensive.

### Rangers du Texas
Le 23 avril 2010, Smoak est rappelé des ligues mineures par les Rangers et joue son premier match en carrière dans les majeures la journée même contre les Tigers de Detroit. Il obtient son premier coup sûr dans les grandes ligues le 26 avril contre ces mêmes Tigers et frappe son premier circuit dans un match à domicile des Rangers face aux White Sox de Chicago le 29 avril, alors qu'il réussit un coup de circuit en solo aux dépens du lanceur Gavin Floyd. 

### Mariners de Seattle

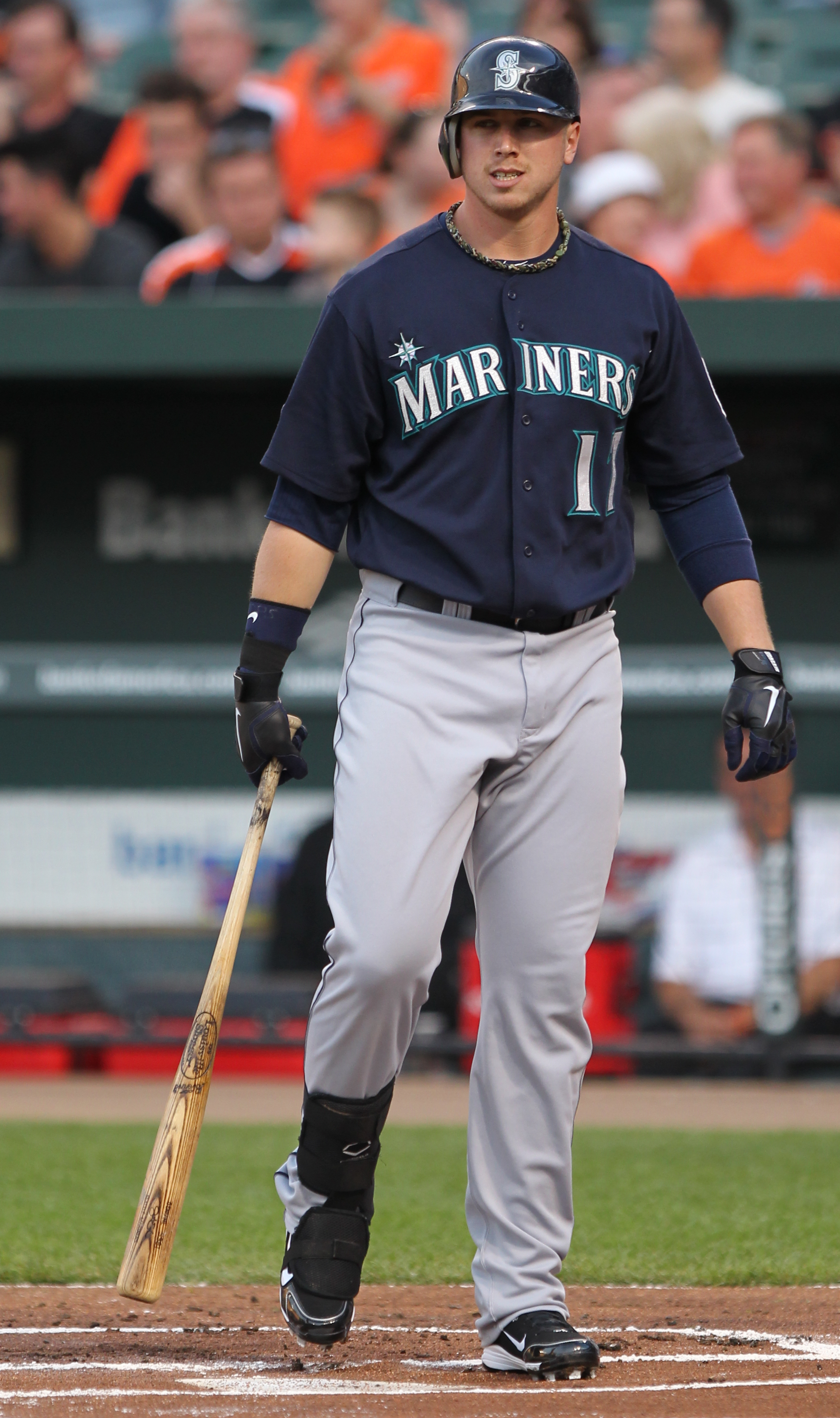
Justin Smoak en 2011 avec les Mariners de Seattle.

Le 9 juillet 2010, Smoak passe aux Mariners de Seattle dans la transaction qui envoie chez les Rangers le lanceur étoile Cliff Lee. Il complète l'année avec 13 circuits, 48 points produits mais une faible moyenne au bâton de ,218 en 100 parties jouées, soit 70 pour Texas et 30 pour Seattle.
Joueur de premier but pour la plupart des matchs des Mariners en 2011, Smoak dispute 123 rencontres et affiche une moyenne au bâton peu impressionnante de ,234. Il établit tout de même de nouveaux records personnels de circuits (15) et de points produits (55).
Smoak termine sa carrière à Seattle sans qu'elle n'est vraiment prise son essor. Sa moyenne au bâton la plus élevée en une saison complète pour les Mariners est de ,238 en 2013. Limité à 80 parties en 2014, une saison où il soigne une blessure aux quadriceps et est rétrogradé aux ligues mineures en raison de ses mauvaises performances, Smoak ne frappe que pour ,202.
En un peu plus de quatre saisons à Seattle, Smoak frappe 66 circuits, produit 200 points et affiche une moyenne au bâton de ,226 avec les Mariners.

### Blue Jays de Toronto
Le 28 octobre 2014, Smoak est réclamé au ballottage par les Blue Jays de Toronto. 
Le 16 juillet 2016, Smoak signe un contrat de 2 ans avec la formation Torontoises ". Il signe un contrat d'un an avec les Jays le 3 décembre 2014.